# Kropidło (przyrząd liturgiczny)

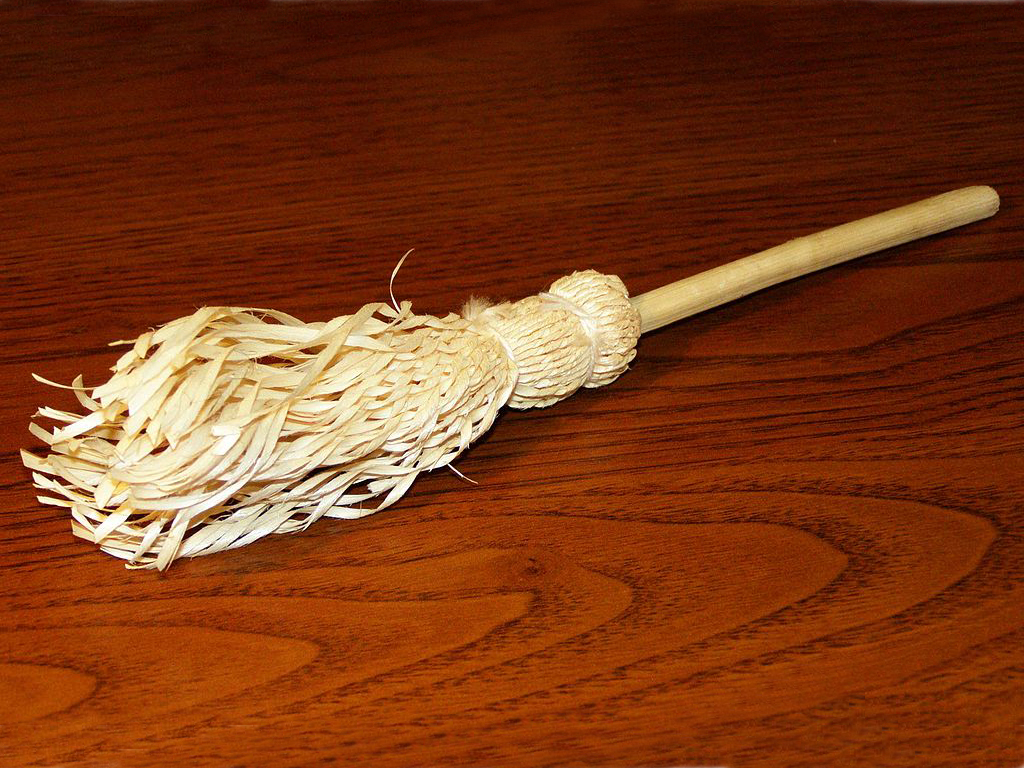
Kropidło

Kropidło – miotełka z pęczkiem włosia lub kulka z otworkami na rączce, służąca do kropienia wodą święconą.